# Abri van Howieson's Poort
De abri van Howieson's Poort is een kleine rotsschuilplaats in Zuid-Afrika, waar zich de archeologische vindplaats bevindt waaraan de Howieson's Poort-periode in de Middle Stone Age zijn naam ontleent. Deze periode duurde ongeveer 5.000 jaar, tussen ongeveer 65.800 en 59.500 BP. De periode is belangrijk omdat deze, samen met de Stilbaai-periode 7.000 jaar eerder, het eerste bewijs leverde van menselijke symboliek en technologische vaardigheden die later in het laatpaleolithicum tot bloei kwamen.

## Naamgeving
De poort werd vernoemd naar een zekere "meneer Howison", maar dit werd door Stapleton en Hewitt verkeerd gespeld als "Howieson", en hun fout is sindsdien gebruikt voor de naar de poort vernoemde stenen gereedschapsindustrie. De industrie kan met en zonder apostrof worden gespeld, maar de naam van de site wordt altijd met een apostrof gespeld. 

## Beschrijving
De rotsschuilplaats bevindt zich in een heuvel aan de noordkant van de Howieson's Poort-kloof, waar de hoofdweg van Port Elizabeth naar Grahamstown loopt. De grot ligt halverwege een klif en is 7 m diep en 5,5 m breed bij de ingang, met een grote geelhoutboom die in de afzetting groeit en "horizontaal met de vloer gebogen is zodat zijn takken zich in de open ruimte bij de ingang van de schuilplaats kunnen verspreiden". De oorspronkelijke overblijfselen uit de Howieson's Poort-periode werden heel langzaam bedekt, vanwege de ligging van de grot halverwege de klif en de windvrijheid. 20.000 jaar geleden zorgde een rotsval er echter voor dat de afzettingen nabij de ingang werden beschermd tegen winderosie. 

## Opgravingen
De site werd eind jaren 1920 opgegraven, en daarna nogmaals in 1965 door Hilary en Janette Deacon. Er zijn nog maar heel weinig in situ- afzettingen over. 
Alle artefacten op de vindplaats Howieson's Poort werden gevonden onder een vondstvrije laag van ongeveer een voet dik, in een zwarte laag die ook ongeveer een voet dik was. De stenen werktuigen bestonden meest uit grote segmenten of "halve manen", schuin gerugde klingen en uni- en bifaciale punten. Er zijn geen rotstekeningen, noch been- of schelpartefacten, hoewel elders wel been- en schelpartefacten in afzettingen uit de Howieson's Poort-periode zijn gevonden. Stenen werktuigen die lijken op die in de grot werden verzameld op de hellingen boven de rotsschuilplaats. 
Oorspronkelijk, en tot halverwege de jaren 1970, werd gedacht dat de overblijfselen bij Howieson's Poort uit de Magosian-periode kwamen en dus qua tijd en technologie tussen de Middle en de Later Stone Age lagen. Optisch gestimuleerde luminescentiedatering heeft echter de data voor bewoning in deze periode teruggebracht tot 65.800 - 59.500 BP. 
Afgezien van de Howieson's Poort-periode, stelde Deacon voor dat de grot mogelijk in recentere tijd gedurende verschillende zeer korte periodes (ca. 18-19.000 BP, ca. 9-10.000 BP en ca. 3-4.000 BP) bewoond werd door mensen die vuren maakten, maar weinig of geen artefacten achterlieten. Deze uitleg werd echter slechts als één van een aantal mogelijke scenario's gepresenteerd.
- Virtual International Authority File: 315166217